# Is It Always Right to Be Right?
Is It Always Right to Be Right? ist ein US-amerikanischer teilanimierter Kurzfilm von Lee Mishkin aus dem Jahr 1970.

## Handlung
Es war einmal ein Land, in dem die Menschen immer recht hatten. Keiner wollte vor dem anderen ein Unrecht oder eine falsche Meinung zugeben, da dies als Schwäche ausgelegt worden wäre. So formten sich zwei Gruppen: Die Alten und die Jungen. Die Alten meinten, sie hätten „das Heute“ aufgebaut und viel erreicht, was erhaltenswert sei. Sie forderten, dass ihre Erben ihr Werk fortsetzen, und sie hatten recht damit. Die Jungen wiederum meinten, „das Heute“ sei schlecht, die Armut groß, es gebe keine Gerechtigkeit, und man müsse sogar kämpfen, um Frieden zu bewahren. Die Jugend hatte „das Heute“ satt, und auch die Jugend hatte recht. Die Mehrheit forderte von der Minderheit, mit ihren Ansprüchen an Gleichberechtigung zu warten und erst einmal das wahrzunehmen, was man ihnen heute schon anbot, während die Minderheit endlich gleichberechtigt behandelt werden und nicht mehr warten wollte. Beide Seiten hatten recht, weswegen schließlich zwischen Alt und Jung, Mehrheit und Minderheit ein Graben entstand. Weil beide Seiten auf ihrem Recht beharrten, kam schließlich sämtliche Bewegung zum Stillstand.
In dieser Stille sagte schließlich einer: „Ich könnte unrecht haben“, und ein anderer: „Du könntest recht haben.“ Was zunächst für abfälliges Gelächter ob der Schwäche der Sprecher sorgte, führte schließlich zum Nachdenken und Einsehen. Der Graben zwischen beiden Generationen konnte geschlossen werden, und gemeinsam schrieb man eine Declaration of Inter-Dependence nieder: Alle Menschen sind gleich geschaffen, entwickeln sich jedoch unterschiedlich. Jeder Mensch hat gleiche Rechte, aber auch gleiche Pflichten. Das Glück eines jeden kann nur gewährt werden, wenn jeder die Gleichheit und Unterschiedlichkeit eines jeden unterstützt und Rechte und Pflichten wahrnimmt. Wichtig ist, lange genug mit dem Kampf gegeneinander aufzuhören, um dem anderen zuhören zu können. Der Film endet mit der Einblendung „Not the End“.

## Produktion
Is It Always Right to Be Right? basiert auf der gleichnamigen Parabel von Warren H. Schmidt. Der damalige Professor an der UCLA schrieb die Geschichte 1969 am Vietnam Moratorium Day und fasste darin den Generationenkonflikt der 1960er-Jahre in den USA zusammen, so werden unter anderem die Bürgerrechtsbewegung und der Vietnamkrieg thematisiert. Die Parabel erschien am 9. November 1969 auf der Vorderseite des Opinion-Teils der Los Angeles Times.
Is It Always Right to Be Right? wurde im folgenden Jahr als Film veröffentlicht. Der Kurzfilm mischt Trick- und Realfilmszenen. Der Erzähler des Films ist der Schauspieler Orson Welles.

## Auszeichnungen
Is It Always Right to Be Right? gewann 1971 den Oscar in der Kategorie „Bester animierter Kurzfilm“.